# Melissa Satta
Melissa Satta (sinh ngày 7 tháng 3 năm 1986) là một người mẫu, người dẫn chương trình và nữ diễn viên người Mỹ gốc Ý. Cô là một vũ công hóa trang trong các lễ hội tại Ý và được chụp ảnh đăng tải chiều trên tạp chí Maxim.

## Sự nghiệp
Melissa Satta sinh ra tại Boston, Massachusetts, Mỹ trong gia đình có bố mẹ đều là người Italy. Melissa Satta bước lên sàn catwalk từ năm 16 tuổi vào năm 2003, Melissa Satta nhanh chóng nổi tiếng nhờ khả năng trình diễn điêu luyện, cô có thâm niên 9 năm làm người mẫu.
Năm 2005, cô tham gia chương trình Mio fratello è Pakistano ở Ý và cùng năm đó, cô trở thành người phát ngôn cho một chương trình quảng cáo của TIM.
Cô phát triển hướng nghề hiệp của mình trong các chương trình truyền hình của Ý là Striscia la notizia từ năm 2006 đến 2007 và 2007 đến 2008. Vào 2006, Satta cô cũng từng được chương trình này vinh danh.
Vào mùa hè năm 2007, cô bắt đầu tham gia chương trình truyền hình MTV của Italy, tham gia vào phần cuối của chương Total Request Live phối hợp với Alessandro Cattelan, và sau đó cô được giới thiệu lên Fashion TV và giới thiệu lên kênh the Italian The White Party Fashion TV.